# Hošťálková (zámek)
Zámek v Hošťálkové se nachází ve stejnojmenné obci, ležící zhruba 9 km severozápadně od centra okresního města Vsetína ve Zlínském kraji. Empírová stavba, zasazená do anglického parku, je od 3. května 1958 chráněna jako kulturní památka.

## Historie
Hošťálkovský zámek byl zbudován z popudu Fridricha Karla hraběte Chorinského z Ledské (1802–1861), který se s žádostí o vypracování stavebních plánů obrátil počátkem 40. let 19. století na vídeňského architekta Franze Schlepse. Objekt byl pojat jako patrová stavba s úředními místnostmi v přízemí a soukromými hraběcími apartmány na poschodí. Stavební práce vedl zednický mistr Karel Absolon, autorem výzdoby se stal vídeňský sochař Anton Rücker a celkově si projekt vyžádal částku 8 728 zlatých. Současně se stavbou zámku byl v jeho okolí zřízen anglický park. Roku 1861 zdědil zámek i s velkostatkem Viktor hrabě Chorinský z Ledské (1838–1901), po jehož smrti přešel na Fridricha hraběte Chorinského z Ledské (1867–1947). K pobytům hraběcí rodiny však sídlo sloužilo pouze občasně, protože hlavní rodovou rezidencí byl zámek ve Veselí nad Moravou.
Roku 1918 se stal velkostatek majetkem podnikatelské rodiny Kleinů, kteří jej však obratem prodali Moravské agrární a průmyslové bance v Brně. Mezi léty 1919–1924 byla pak majitelem Československá dřevařská akciová společnost v Brně, od níž velkostatek i se zámkem zakoupil JUDr. Stanislav Bublík († 1948). Během první pozemkové reformy bylo zjištěno, že k hošťálkovskému velkostatku patří 1133 hektarů hospodářsky využitelné půdy, z níž byla Bublíkovi zabrána část lesů. Bublíkovi, kteří kromě velkostatku zakoupili v roce 1926 také místní továrnu na výrobu nožů a jídelních příborů, nechali v zámeckém parku založit šest rybníčků, fontánu a skleníky. Vstupní průčelí bylo ozdobeno balkonem, neseným dvěma sloupy.
Na konci druhé světové války v zámku sídlilo německé protipartyzánské Z.b.V. Kommando 31. Po znárodnění v roce 1948 byl zámek využíván jako školicí středisko Okresního výboru KSČ Vsetín. Ačkoliv byla na začátku 50. let 20. století plánovaná jeho přeměna na domov sociální péče, byl předán státní lesní správě a od 60. let 20. století patřil národnímu podniku Sandrik Dolné Hámre, později n. p. Rostex Vyškov. Po roce 1989 se dostal do rukou obce a je využíván částečně jako restaurace, částečně jako sídlo místní základní umělecké školy. V letech 2013–2020 proběhla v rámci několika etap generální rekonstrukce, během níž zámek získal novou střešní krytinu, okenní a dveřní výplně a došlo také na opravu exteriérových fasád.

## Architektura

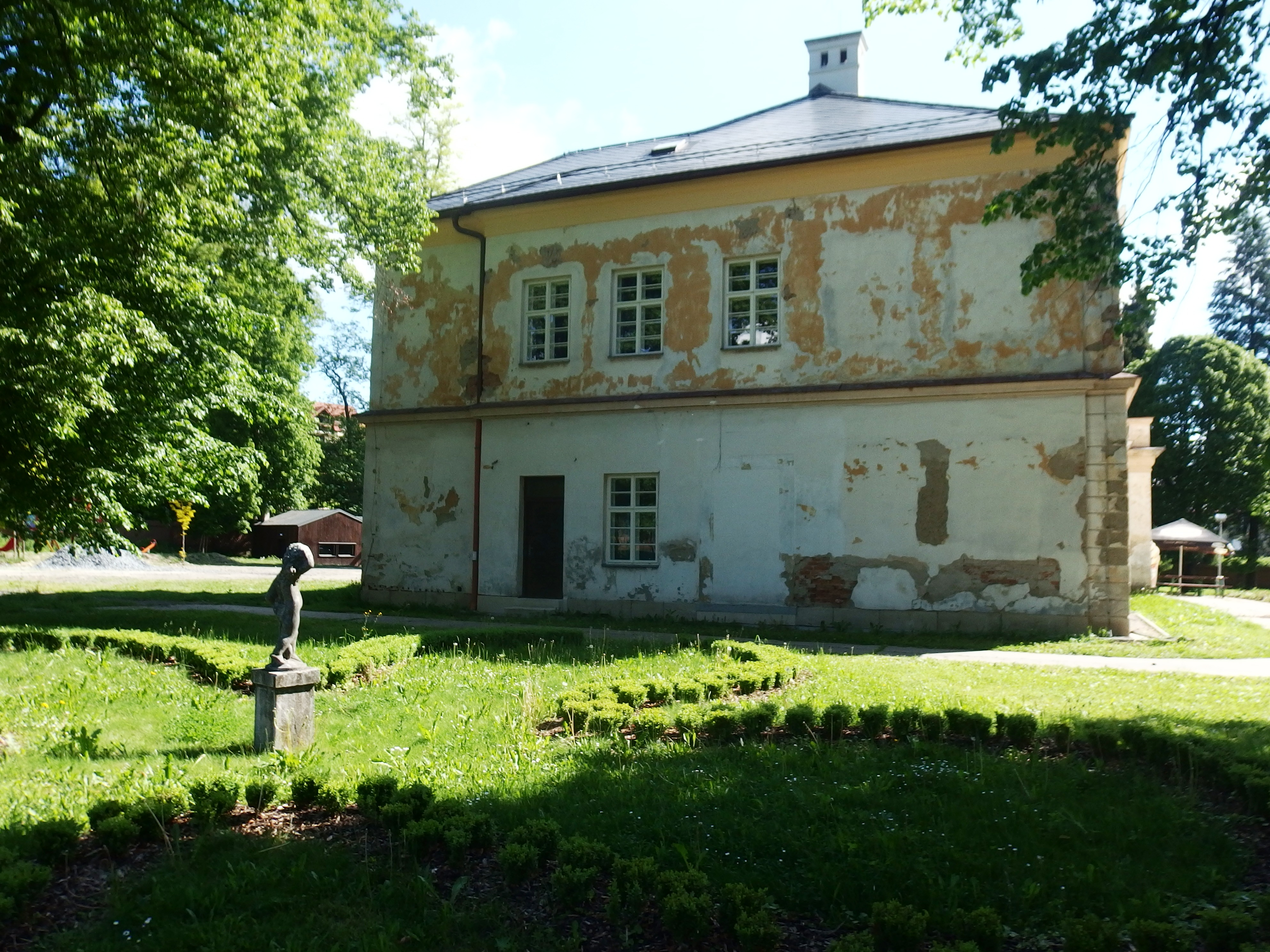
Východní část zámku pohledem od parku

Objekt byl zbudován ve středu obce, poblíž toku potoka Ratibořky. Jde o volně stojící jednopatrovou budovu obdélníkového půdorysu se dvěma nárožními rizality, završenými nízkým tympanonem. Vstup není umístěn v hlavním jižním průčelí, ale v boční východní straně budovy. Fasádu hlavního průčelí zdobí podstřešní a kordonová římsa, přízemí zvýrazňuje bosáž a balkon, nesený dvěma sloupy. Ostatní fasády jsou zcela hladké a bez ozdob. Kolem zámku se rozkládá nevelký anglický park.